# Sainte-Mère-Église
Sainte-Mère-Église es una comuna nueva francesa situada en el departamento de Mancha, de la región de Normandía.

## Historia
Fue creada el 1 de enero de 2016, en aplicación de una resolución del prefecto de Mancha de 2 de diciembre de 2015 con la unión de las comunas de Beuzeville-au-Plain, Chef-du-Pont, Écoquenéauville, Foucarville y Sainte-Mère-Église, pasando a estar el ayuntamiento en la antigua comuna de Sainte-Mère-Église.
El 1 de enero de 2019 absorbió las comunas de Carquebut y Ravenoville.

## Demografía
Según los datos aportados en la última resolución del prefecto de Mancha, la comuna pasa a tener 3192 habitantes.

## Composición
| Comuna fusionada    | Código INSEE | Población (2021) | Superficie (km²) | Densidad (hab./km²) |
| ------------------- | ------------ | ---------------- | ---------------- | ------------------- |
| Beuzeville-au-Plain | 50051        | 41               | 2.04             | 20                  |
| Carquebut           | 50103        | 303              | 8.54             | 35                  |
| Chef-du-Pont        | 50127        | 635              | 3.78             | 168                 |
| Écoquenéauville     | 50170        | 97               | 3.52             | 28                  |
| Foucarville         | 50191        | 116              | 5.06             | 23                  |
| Ravenoville         | 50427        | 232              | 11.65            | 20                  |
| Sainte-Mère-Église  | 50P26        | 1541             | 17.68            | 87                  |